# Матьє Боззетто
Матьє Боззетто (фр. Mathieu Bozzetto, 16 листопада 1973) — французький сноубордист, що спеціалізується в паралельному слаломі, призер Олімпійських ігор.
Матьє Боззетто виступає на міжнародних змаганнях з 1997. Він взяв участь у п'яти зимових Олімпіадах, починаючи з Олімпіади в Нагано. У Ванкувері він виборов олімпійську медаль — бронзу в гігантському паралельному слаломі.